# Легконравов, Павел Константинович
Павел Константинович Легконравов (23 декабря 1893 [4 января 1894], с. Артемьевское, Ярославская губерния — 29 июля 1938, Коммунарка, Московская область) — советский партийный и государственный деятель, председатель Кировского облисполкома (1937), председатель Дальневосточного крайисполкома (1937—1938). Депутат Верховного Совета СССР 1-го созыва.

## Биография
Член РКП(б) с 1918 г.
- 1918—1920 гг. — участник Гражданской войны,
- 1920—1922 гг. — помощник военкома Буйского уезда (Костромская губерния),
- 1922—1923 гг.  — и. о. военкома Кологривского уезда (Костромская губерния), заместитель председателя исполнительного комитета уездного Совета (Костромская губерния),
- 1924 г. — в РККА,
- 1924—1927 гг. — военком Лукояновского уезда (Нижегородская губерния), председатель исполнительного комитета Лукояновского уездного Совета,
- 1927—1929 гг. — председатель исполнительного комитета Арзамасского уездного Совета (Нижегородская губерния),
- 1929—1930 гг. — председатель исполнительного комитета Арзамасского окружного Совета,
- 1930 г. — представитель исполнительного комитета Нижегородского краевого Совета при ВЦИК,
- 1930—1934 гг. — начальник Нижегородского (Горьковского) краевого земельного управления,
- 1934—1937 гг. — заместитель председателя,
- февраль август 1937 г. — председатель исполнительного комитета Кировского областного Совета,
- 1937—1938 гг. — председатель исполнительного комитета Дальневосточного краевого Совета.

В апреле 1938 г. был арестован, в июле 1938 г. Военной коллегией Верховного Суда СССР осуждён за участие в контрреволюционной террористической организации и расстрелян. Реабилитирован в апреле 1956 г.
Депутат Верховного Совета СССР 1-го созыва.